# Ургані
Ургані (рос. Ургани) — село Акушинського району, Дагестану Росії. Входить до складу муніципального утворення Сільрада Цугнинська.
Населення — 407 (2010).

## Населення
За даними перепису населення 2002 року в селі мешкало 441 особа. В тому числі 206 (46,71 %) чоловіків та 235 (53,29 %) жінок.
Переважна більшість мешканців — даргинці (100 % від усіх мешканців). У селі переважає сирхінсько-тантинська мова.